# Rosendo (santo)
Rosendo (São Miguel do Couto, Santo Tirso, 26 de noviembre de 907 - Cela, 1 de marzo de 977) llamado Rudesindus Guterri en latín, (Rudesindo, hijo de Guterre), fue un noble galaico, canonizado por la Iglesia católica con el nombre de san Rosendo. Fue abad y fundador de varios monasterios, entre ellos el del Celanova, obispo de Mondoñedo y una figura política de gran importancia en la Galicia del siglo X, virrey del rey asturleonés Fruela II.

## Familia
Rosendo nació en el seno de una familia de la nobleza galaica emparentada con la realeza asturleonesa: su padre Gutierre Menéndez, hombre de confianza del rey Ordoño II de León, era hijo de Hermenegildo Gutiérrez, que había sido dux de Alfonso III de Asturias, y de Ermesenda Gatónez, hija a su vez del Conde Gatón del Bierzo y Astorga; hermanos de su padre eran Arias, que sirvió a Ordoño II, Elvira, que casó con él, y Aldonza, madre de Adosinda Gutiérrez, que fue esposa de Ramiro II de León; así, por la rama paterna Rosendo era primo hermano de los reyes Ramiro II de León, Sancho Ordóñez de Galicia y Alfonso IV de León y del conde Osorio Gutiérrez.
Su madre Ilduara Eriz era hija del conde de Lugo Ero Fernández (que según una tradición tardía procedía de fuera de galicia "terra de fora") Ordoño II le encomendó una commisso en territorio lucense, y de Adosinda (primera esposa del conde Ero), cuya filiación se desconoce y solo existe noticia suya transmitida por una bisnieta en un documento de 1073, de que fue, junto con su marido, la fundadora del monasterio de San Salvador de Chantada, dicho conde Ero fundó también con su segunda esposa, Elvira, madrastra de Ilduara, el monasterio dúplice de Ferreira de Pallares (Guntín, Lugo).
El matrimonio permitió a la familia vincularse, mediante los estrechos lazos del parentesco con uno de los grupos aristocráticos con más peso en el reino leonés. Matrimoniando en torno al año 890, residieron durante un tiempo en Salas (actual Santo Tirso, Portugal), Vilamarín (Lugo) y luego la actual Celanova (cuyo nombre era "Vilar") que  fue donada por rey de Galicia Sancho Ordóñez. Gutier e Ilduara tuvieron cinco hijos, tres varones, Munio, Rosendo y Froila, y dos mujeres, Adosinda y Hermesinda. Tras morir el padre, su madre fundó un convento femenino en el lugar Santa María, lugar vecino a  Vilanova de cuya iglesia mozárabe se conserva un modillón mozárabe en el Museo Arqueológico Provincial de Orense.
También hubo en la familia destacados prelados: Sabarico Gatónez, Arias Muñoz y Arias Peláez, que fueron obispos de Mondoñedo, y Gundesindo Aloitiz, Sisnando Menéndez y Pelayo Rodríguez, que lo fueron de Iria.

## Figura religiosa
Importante figura religiosa, impulsó el monacato en el noroeste de la península ibérica gracias a su labor de fundación de monasterios y proselitismo entre la nobleza galaica en el marco de la expansión del reino cristiano asturleonés del siglo X en competencia con los califas de al-Ándalus por el control de la península ibérica. Restauró varias diócesis del parroquiarum sueviorum anterior y propagó la regla benedictina. De esto se deduce que Galicia no estaba tan aislada como se suponía.
Tras poner orden en su diócesis de Mondoñedo, pasó a ser prior del monasterio que fundó en el sur de Galicia, en Celanova (Orense), desde donde extendió su influencia gracias a donaciones de nobles y campesinos libres, aliándose con la pequeña nobleza local, ejerciendo una influencia creciente en la parte este del Miño. Gracias a su liderazgo se extendió por Galicia el estilo prerrománico astur, claro ejemplo de ello es el templete de San Miguel de Celanova y los restos de San Martiño de Pazó levantado por su hermano el conde Froila Gutiérrez, de estilo mozárabe.

## Contexto histórico
Durante el siglo X se sucede un tiempo de vacío de poder y anarquía feudal en el Reino de León. Un vacío derivado en parte de las tensiones generadas por el papel de Galicia como centro impulsor del espacio político cristiano. Alfonso III el Magno siguiendo una costumbre germánica repartió el reino en el 910 entre sus tres hijos: para García el reino de León; para Ordoño el reino de Galicia (910-924); y el reino de Asturias para Fruela. Tras la muerte de García (922), Ordoño (que pasó a conocerse como Ordoño II de León) recogió ambas coronas y tras su muerte Fruela II de León unificó en su línea dinástica la monarquía con su corte en León.
Según avanza la Reconquista se aleja el centro de poder de las costas gallegas. El largo período de tiempo que va entre la muerte de Alfonso III y la batalla de Tamarón (1037) en la que el último rey leonés Bermudo III muere y sube al trono el rey castellano Fernando I, Galicia vive una larga etapa de inestabilidad y desgaste por culpa de continuas luchas internas de poder entre las facciones nobiliarias, demasiado sensibles a las reparticiones de poder de la corte de León.

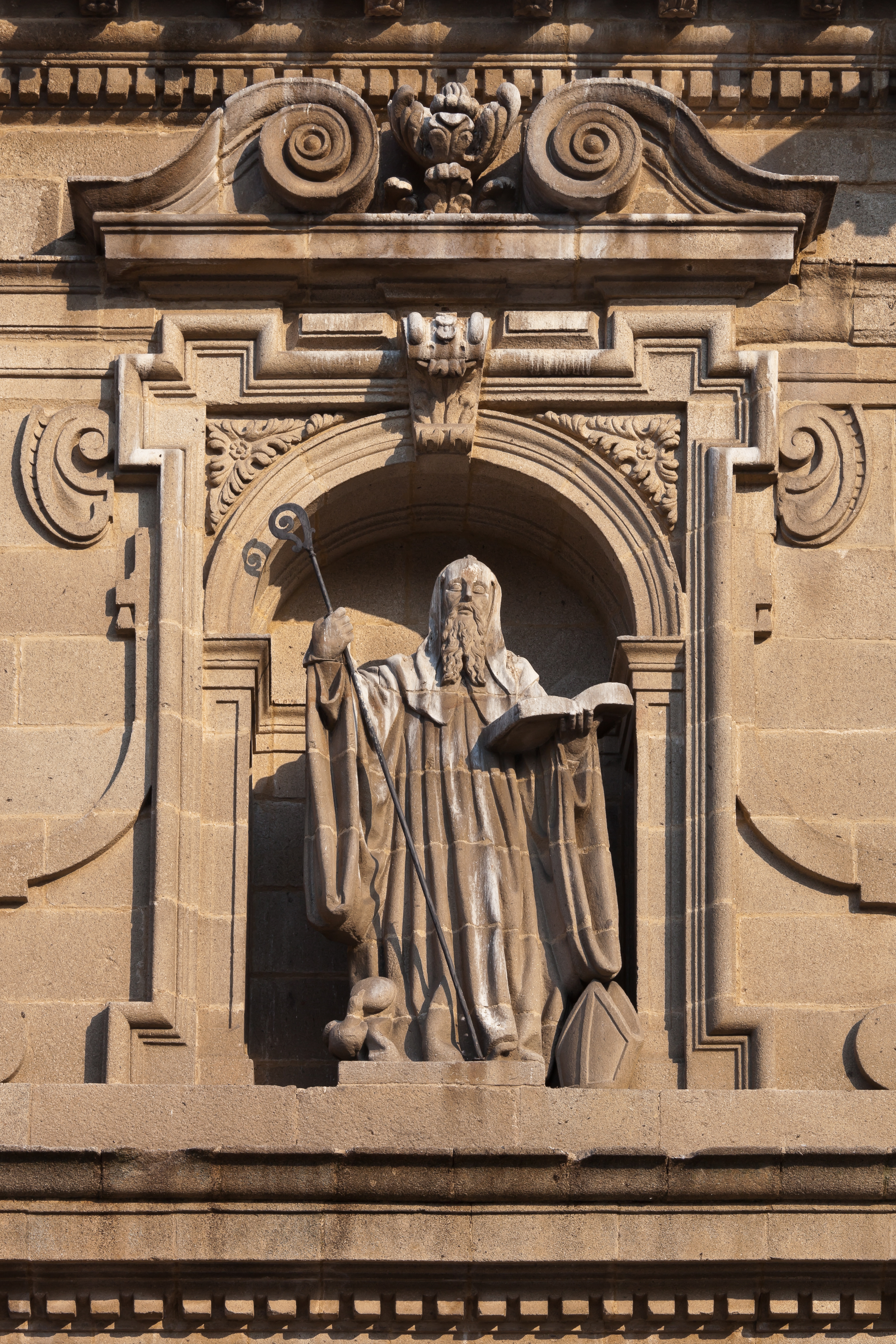
San Rosendo, monasterio de San Salvador de Celanova.

La política monárquica consiste en poner a la cabeza de los obispados gallegos (cesaropapismo) a miembros de la nobleza para asegurar que la riqueza, poder e influencia de la Iglesia católica estuvieran a su servicio, pero las intrigas y disputas entre familias nobles se traslada a luchas por los cargos eclesiásticos. El mecanismo de sucesión tío-sobrino garante en el cargo de obispo un miembro de la misma familia (los obispos ya no eran elegidos por la comunidad de creyentes como antes), en el siglo X San Rosendo sucede a su tío Savarico en el cargo de obispo de Dumio (Mondoñedo); la sucesión tío-sobrino acontece también el caso de Sisnando Menéndez, sobrino del obispo Gudesindo y en el siglo siguiente, Gundesteo sucede a su tío Cresconio en la sede de Compostela.
La nobleza altomedieval gallega forma un grupo poderoso pero dividido en facciones políticas, de acuerdo a las cotas de poder recibidas por el monarca; unos son defensores del statu quo en su relación con el monarca y otros, los llamados traditores o traidores, son más críticos con el mismo, siendo su insatisfacción la causa de continuos levantamientos nobiliarios. Este faccionalismo nobiliario se traslada al alto clero tal como es el caso de la enemistad entre los obispos Rosendo y Sisnando, ambos obispos de Iria durante el período que duró la incursión de Gunderedo, un caudillo vikingo de Noruega.
Sisnando Menéndez fue hijo de Hermenegildo Aloitez, conde de Présaras y mayordomo del rey Ramiro II de León entre 937 y 949, y de la condesa Paterna Gundesíndiz, ambos fundadores del Monasterio de Santa María de Sobrado en 952.  Acusado de buscar su propio beneficio en apoyo de la línea dinástica de Ordoño III de León, medio hermano de Sancho I de León, Sisnando fue encarcelado por el rey Sancho, ocupando entonces Rosendo el obispado de Iria-Flavia (que luego cedió su puesto a Santiago de Compostela como sede obispal). Rosendo además se hizo cargo del faro brecancio como parte de la política defensiva de Sancho I de León. A la muerte de este rey, el depuesto Sisnando Menéndez escapó de la cárcel y entró a mano armada en Compostela para echar a Rosendo y recobrar así su puesto de obispo de Iria en la Navidad del año 968.
Tras la muerte de Sisnando Menéndez en la batalla de Fornelos en 968 contra el vikingo Gunderedo, Rosendo abandonó su retiro monacal para encargarse del obispado de Iria. Tras ser nombrado lugarteniente por la reina regente Teresa Ansúrez y su cuñada Elvira Ramírez en nombre de Ramiro III rey de León (que a la sazón contaba con cinco años) el conde Gonzalo Sánchez persiguió a los piratas que se retiraban a su flota con el botín, Gunderedo fue muerto y su flota quemada en Ferrol.

## Líder político

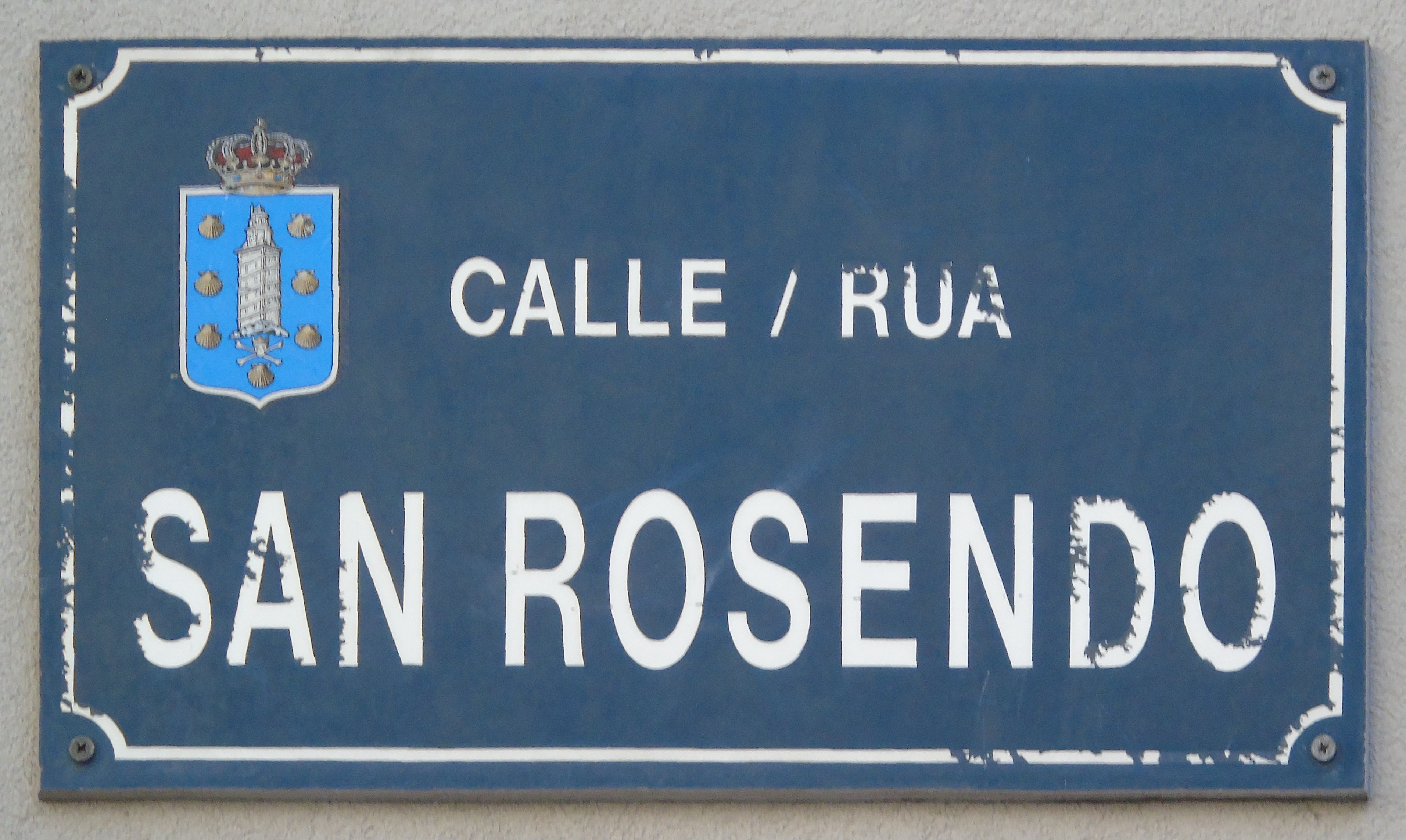
Calle San Rosendo en La Coruña

Obtuvo el cargo de obispo de Mondoñedo después de su tío Savarico (y así sus sobrinos luego, época durante la cual la cabeza de la iglesia era de ámbito exclusivo de la nobleza y no elegidos por los creyentes como se hacía anteriormente). Como tal ejerció su influencia en las luchas entre Ordoño IV y Sancho I, ambos coronados en Santiago de Compostela y apoyados cada uno por diferentes facciones de las familias nobles galaicas, San Rosendo fue fiel al rey anterior. Los reyes asturleoneses, entre ellos Fruela II le confiaron el cargo de virrey de Galicia, en una tierra agitada por las conspiraciones nobiliarias de los Menéndez (familia a la cual pertenecía San Rosendo) y los Odoario. Lideró a la nobleza gallega en su lucha contra los piratas normandos (invasión de Gunderedo del 968) y las incursiones sarracenas de Al-Ándalus.
El rey Sancho I el Craso le nombró administrador de la diócesis de Iria-Santiago de Compostela, cargo que ejerció hasta el envenenamiento del rey en Castrelo de Miño (Orense). A partir de ese momento se retira definitivamente a su monasterio de Celanova donde permaneció hasta el final de sus días. 
Presuntamente se conservan de él su mitra y báculo, así como unos peines y un anillo. Aunque este en realidad es romano (en su piedra está tallado Júpiter), debe tenerse en cuenta que el uso de entalles romanos en joyas cristianas medievales era frecuente; el ejemplo más notable de esta costumbre es la llamada Cruz de los Ángeles de Oviedo, obra del siglo anterior a San Rosendo, y en la que se reutilizan cinco de ellos.